# Bruno Koné
Bruno Nabagné Koné, né le 6 septembre 1960 à Kouto, est un homme politique et un financier ivoirien. Il est depuis le 10 juillet 2018 ministre de la Construction, du logement et de l’urbanisme  de Côte d’Ivoire,. Il est marié à Masséré Touré et père de cinq enfants.

## Biographie

### Formation
Après l'obtention de son baccalauréat série C (mathématiques et sciences physiques) en 1980, Bruno Koné entame des études supérieures et suit plusieurs formations sanctionnées par des diplômes adéquats. Diplômé de l'École supérieure de commerce d'Abidjan (ESCA), option «finance-comptabilité» en 1985, il obtient pratiquement à la même période (1984-1985) le diplôme de + Programme International de Management (PIM) à HEC Paris. Il obtient par la suite un diplôme «partiel» français d'expertise comptable. Poursuivant sur sa lancée, Bruno Koné s'inscrit aux Programmes de formation Arthur Andersen, option « audit et organisation des entreprises ». Il fait aussi divers stages et séminaires professionnels en finance et en management des entreprises, puis divers stages de formation à la profession bancaire. Après des stages linguistiques en Grande-Bretagne dans certains instituts tels que le Brighton Polytechnic Institute et Marcus Evan, il prend part aux formations d'« entrepreneurs » du groupe France Télécom-Orange, puis au programme interne de formation France Télécom-Orange dénommé « Orange Controlling Business School », piloté par l'École supérieure de commerce de Paris (ESCP), en 2009-2010.

### Expérience professionnelle
Bruno Koné a occupé plusieurs postes de responsabilité dans sa vie professionnelle. De 1985 à 1988, il fut auditeur puis chef de mission au cabinet d'audit Arthur Andersen, à Abidjan (Côte d'Ivoire). De 1988 à 1991, il fut directeur financier à Sn Abidjan Industries (SnABI), secteur « équipements collectifs ». Il fut également directeur financier et administrateur du Groupe Atlantique (Centrages, Centradis, Banque Atlantique) de 1991 à 1996. De 1997 à 1998, il fut le directeur adjoint de IATA - BSP CWA (International Air Transport Association - BSP Central and W Secteur Aéronautique et aérospatiale). Directeur financier de Comafrique Entreprises (groupe Sifcom), secteur « services aux consommateurs » de 1998 à 2001. Il fut par la suite (de 2001 à 2003) directeur général de Prestige Telecom, secteur « télécommunications ». Entre 2003 et 2005, il fut le directeur général adjoint de Côte d'Ivoire Télécom, l'opérateur historique du secteur des télécommunications en Côte d'Ivoire, filiale de France Télécom; avant d'en devenir de 2005 à 2008, le directeur général. 
Bruno Koné fut ensuite promu au poste de directeur délégué à Audit Finance France Télécom - Orange de 2008 à janvier 2011. Puis directeur des affaires règlementaires, zone AMEA (Afrique, Moyen-Orient & Asie) de France Telecom - Orange de février 2011 à juin 2011. Devenu ministre de la Poste et des Technologies de l’Information et de la Communication, et porte-parole du gouvernement de Côte d’Ivoire le 1er juin 2011 , il occupa cette fonction jusqu'au 12 janvier 2016. Il fut ensuite Ministre de l’Économie Numérique et de la Poste, porte-parole du gouvernement de Côte d’Ivoire du 12 janvier 2016 au 09 janvier 2017 ; et enfin ministre de la Communication, de l’Économie Numérique et de la Poste, porte-parole du gouvernement de Côte d’Ivoire à partir du 11 janvier 2017. il a également été élu député de Kouto-Blessegué en 2021.
Le 10 juillet 2018, sous le gouvernement Gon Coulibaly II, il fut nommé ministre de la construction, du logement et de l'urbanisme. il a également été :

## Distinctions
- Chevalier de l'ordre du mérite de la Culture de la République de Côte d'Ivoire (2007)
- Chevalier de l'ordre du mérite national de Côte d'Ivoire (2006)
- Officier de l'ordre du Mérite des Postes et Télécommunications de la République de Côte d'Ivoire (2008)
- Officier de l’ordre national (2012)[8]